# Macho (película)
Macho es una película colombo-mexicana del 2016, del género comedia, dirigida por Antonio Serrano Argüelles, con guion de Sabina Berman y protagonizada por Miguel Rodarte, Cecilia Suárez, Aislinn Derbez, Mario Iván Martínez, Ofelia Medina y Renato López. En las primeras tres semanas de su estreno hasta el 27 de noviembre, recaudó 32 millones de pesos (ca. 1.6 millones de dólares) y 740,000 espectadores.

## Argumento
Evaristo 'Evo' Jiménez (Miguel Rodarte), reconocido diseñador de modas homosexual, está en el pináculo del éxito, debido a lo cual una pareja de documentalistas comienzan a filmar su proceso creativo cotidiano. Circunstancialmente, los documentalistas descubren y revelan que Evaristo en realidad no es homosexual, sino "heterosexual de clóset", pues ha tenido sexo, en los últimos dieciocho meses, con un total de 322 mujeres; por ejemplo, con Vivi (Aislinn Derbez), una de sus modelos estrella, quien vive con su esposo... y con ningún varón. Vladimir (Mario Iván Martínez) lo amenaza con destruir el imperio que ha construido con los años, y lo acusa de farsante. Por consejo de su colaboradora (Cecilia Suárez), Evaristo utiliza al nuevo office boy de la oficina, Sandro, quien sí es homosexual y está recuperándose de la muerte reciente de su pareja, para hacerles creer a los medios y al mundo de la moda que él realmente sí es homosexual. Todo se complica cuando Sandro comienza a enamorarse de él y, peor aún, cuando ambos terminan por tener relaciones sexuales. Evaristo, al ser descubierto por los medios (los documentalistas deciden vender a los medios los videos de su vida privada), se esconde por un tiempo en casa de su mamá (Ofelia Medina), y finalmente acude a presentarse a la presentación estelar de su nueva temporada, que termina siendo un éxito no solo por la ropa sino, sobre todo, porque se revela el video de la noche que pasó con Sandro, con lo que se confirma que Evaristo "realmente" sí es homosexual. En la escena final, Evaristo, Sandro y Vivi llevan a cabo, con un chamán (Antonio Serrano), una ceremonia nupcial en la que se revela que vivirán como trío.

## Circunstancias relacionadas
El actor Renato López fue asesinado menos de dos semanas después del estreno de la película, el 11 de noviembre del 2016.
El propio director, Antonio Serrano, aparece como el chamán, en la escena final.